# Lilla Varholmen
Lilla Varholmen är en ö i Göteborgs norra skärgård, invid Hjuvik på Hisingen. Ön är förbunden med Hisingen med en bro och det går vägfärja till öarna i Öckerö kommun härifrån (Björköleden och Hönöleden). Det finns bussförbindelser till/från Nils Ericson-terminalen i centrala Göteborg och till/från Öckerö kommun (via färja).
Den första fyrstationen etablerades 1889. Dagens ensfyrar är från 1927.[källa behövs]